# Mohammed Al-Hardan
Mohammed Al-Hardan (født 6. oktober 1997) er en fodboldspiller fra Bahrain, som spiller for Vejle Boldklub. Han har tidligere spillet for klubben Al-Muharraq fra Bahrain. Mohammed er lige nu udlånt til FC Sfintul Gheorghe, som spiller i den bedste række i Moldova.

## Karriere

### Al-Muharraq
Før Mohammed Al-Hardan kom til Vejle Boldklub, spillede han for Al-Muharraq i hans hjemland, Bahrain.

### Vejle Boldklub
Den 1. juli 2017 skiftede Mohammed Al-Hardan fra Al-Muharraq til Vejle Boldklub på en fri transfer.
Den 15. marts 2018 blev Mohammed Al-Hardan rykket op på VB's førstehold. I samme ombæring forlængede han sin kontrakt med VB til sommeren 2020. Han fik sin debut for for klubben i 1. division d. 12. maj 2018, da Vejle Boldklub vandt 3-0 over Skive IK.

### FC Sfintul Gheorghe
Den 26. august 2018 blev Mohammed lejet ud til FC Sfintul Gheorghe fra Moldova, på en 1-årig lejeaftale. Han vender tilbage til Vejle Boldklub d. 30. juni 2019.

## International karriere
Al-Hardan er anfører for U21-landsholdet i Bahrain.